# هانس فردیناند مایر
هانس فردیناند مایر (آلمانی: Hans Ferdinand Mayer؛ زاده ۲۳ اکتبر ۱۸۹۵ درگذشته ۱۸ اکتبر ۱۹۸۰) یک ریاضی‌دان، و فیزیک‌دان اهل آلمان بود.